# Бораид
Бораид (грч. Βοραΐδης, д. 548. године) био је рођак византијског цара Јустинијана I (р. 527–565. године), познатијег по својој улози у окончању немира у Ники 532. године. Основни извор о њему је Прокопије.

## Живот
Бораид је био брат Германа и Јуста. Они су наводно били рођаци цара Јустинијана I, иако је тачан однос неизвестан.  Били су нећаци цара Јустина I (р. 518–527. године), иако се често погрешно наводи да су нећаци самог цара Јустинијана I.
Последњег дана немира у Ники, Бораид и Јуст су били одговорни за хватање Ипатија, кога је становништво прогласило за цара, и његовог брата Помпеја. Прокопије извештава: „Тада су заиста са обе стране Ипатијеве присталице нападнути силовито и потпуно уништени. Када се разбијање завршило и када је већ дошло до великог покоља народа, Бораид и Јуст, нећаци цара Јустинијана, а да се нико није усудио да дигне руку на њих, одвукоше Ипатија са престола и, уводећи га унутра, предали га заједно са Помпејем цару.“
Бораид је умро 548. године, надживеле су супругу и ћерку. Његов тестамент је оставио већи део свог имања брату Герману и нећацима Јустину и Јустинијану . Његова ћерка би наследила само законски прописани минимум. Међутим, цар Јустинијан I се заложио за ћерку и уредио наследство у њену корист. Герман је то схватио као омаловажавање, па се једно време удаљио од цара Јустинијана I. Као последица тога, Герману су пришли незадовољни Јермени Артабан и Арсак, који су покушали да га убеде да учествује у завери против цара Јустинијана I. Герман је, међутим, открио заплет Комес екскубиторум Марцел, који га је заузврат открио цару Јустинијану I.